# Pristannoe
Pristannoe è un villaggio russo dell'Oblast' di Saratov.